# Vjekoslav Tomašić
Vjekoslav Tomašić hrvatski je književnik. Pisac je nagrađenog romana Mreže.
Bivši je generalnim konzulom RH u Trstu (1999. – 2003.).
Jednim je od autora koji je pisao djela na temu Domovinskog rata. Kuriozitet je da se na njegov roman na tu temu Mrežu, nastavlja roman jednog drugog književnika, roman Mrtvi vlak Esada Jogića.
Taj isti roman Mreža je kršćanski triler. Roman je 2010. godine dobio drugu nagradu Glasa Koncila na prvom natječaju za roman koji promiče kršćanske vrijednosti.
Romani Istarski requiem i Mreža dijelom su zamišljene Hrvatske trilogije.

## Djela
- Zakon.- Zakon o prijevozu na željeznicama s osnovnim tarifnim odredbama i s općim tarifnim odredbama. Od. 6.11.1957.), 1965.
- Komentar zakona o prijevozu na željeznicama: s međunarodnim konvencijama, 1965.
- Istarski requiem: roman, 1997.
- Razvoj Zagreba: prilozi za strategiju hrvatske i europske metropole, 1999.
- Zagrebačka Gospodarska Komora: prilozi za povijest Komore, 1962. – 1999., 1999.
- Mreža, roman, 2009.

## Vanjske poveznice
- Politopedia  Arhivirana inačica izvorne stranice od 6. ožujka 2016. (Wayback Machine)
- Google Knjige Vjekoslav Tomašić: Zagrebačka Gospodarska Komora: prilozi za povijest Komore, 1962. – 1999.